# Skwierzyna
Skwierzyna (germană Schwerin an der Warthe) este un oraș în Polonia.